# Diseröd
Diseröd is een plaats in de gemeente Kungälv in het landschap Bohuslän en de provincie Västra Götalands län in Zweden. De plaats heeft 1205 inwoners (2005) en een oppervlakte van 73 hectare. De plaats wordt ook wel Romelanda genoemd, dit omdat de parochie waar de plaats in ligt Romelanda heet.